# Woldemar Ribbeck

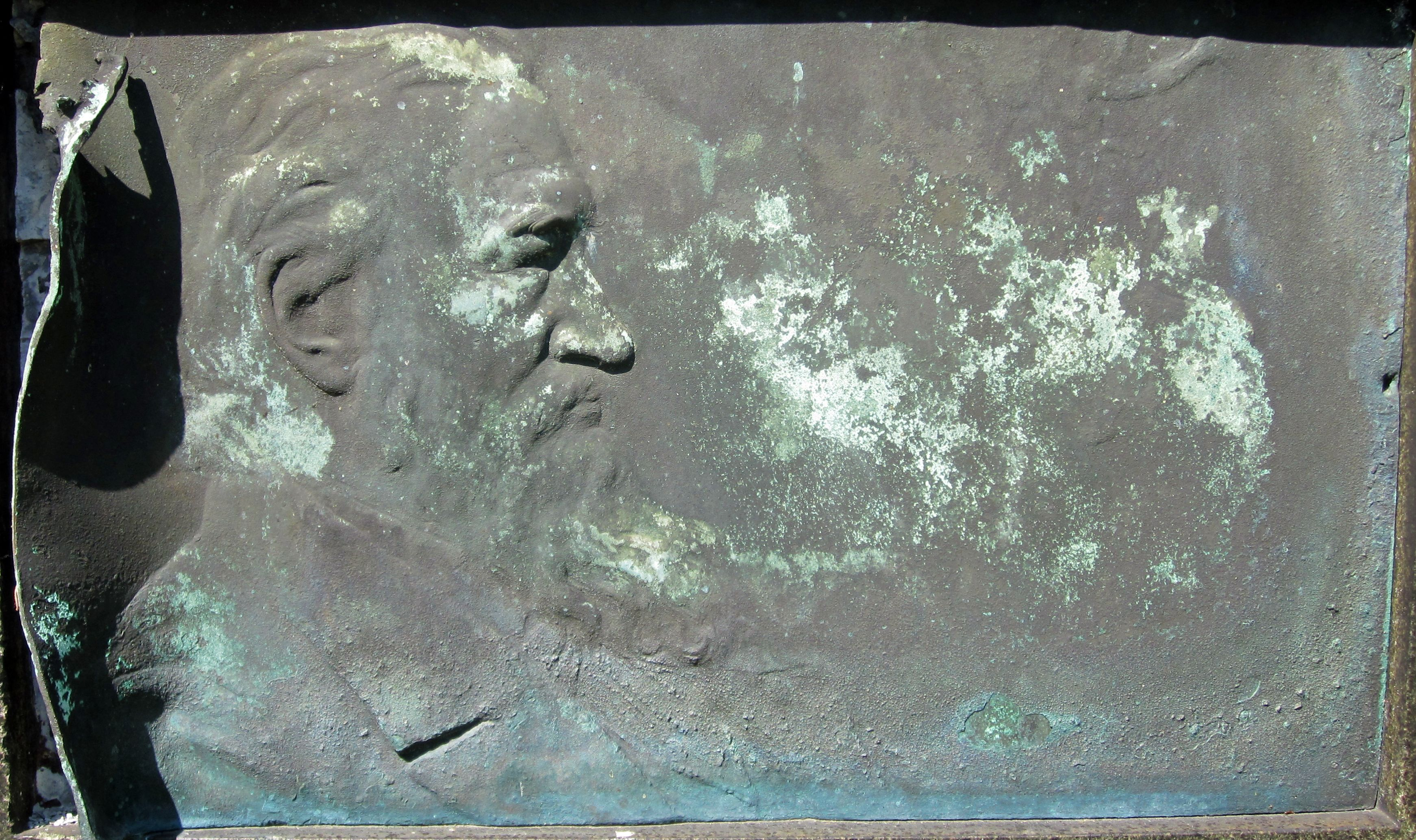
Woldemar Ribbeck: Porträtrelief (1902)

Woldemar Ribbeck (vollständiger Name Heinrich Victor Constanz Woldemar Ribbeck, * 17. Februar 1830 in Erfurt; † 4. Juni 1902 in Berlin) war ein deutscher Klassischer Philologe und Gymnasialdirektor.

## Leben
Woldemar Ribbeck war der zweitjüngste Sohn des evangelischen Theologen und Generalsuperintendenten Friedrich Ribbeck (1783–1860) und seiner Frau Julie geb. Natan († 1880). Von seinen fünf älteren Brüdern stand ihm Otto Ribbeck (1827–1898) am nächsten, der wie er Klassischer Philologe wurde.
Woldemar Ribbeck wuchs in Erfurt und Breslau auf, wohin der Vater 1832 versetzt wurde. Dort erhielt Woldemar Ribbeck zunächst Privatunterricht und besuchte dann das Friedrichsgymnasium. Nach der Versetzung seines Vaters nach Berlin (1843) besuchte er das dortige Gymnasium zum Grauen Kloster, das damals unter der Leitung seines Onkels August Ferdinand Ribbeck (1792–1847) stand. Während seiner letzten Schuljahre prägten insbesondere zwei Ereignisse Ribbeck: Der frühe Tod seines Onkels und die Revolution 1848, in deren Verlauf sein Vater von seinen Ämtern zurücktrat.
Nach der Reifeprüfung (22. September 1848) studierte Ribbeck an der Berliner Friedrich-Wilhelms-Universität Klassische Philologie und schloss sich dabei insbesondere an August Boeckh und Karl Lachmann an. Auf Lachmanns Einfluss geht vor allem seine Beschäftigung mit den homerischen Epen und ihren antiken Erklärern zurück, die Ribbeck sein Leben lang erforschte. in der homerischen Frage vertrat er Lachmanns Liedertheorie. Von seinen Kommilitonen traten ihm insbesondere Henri Jordan (1833–1886) und Eduard Lübbert (1830–1889) nahe, mit denen er bis zu ihrem Tod befreundet war. Am 31. Juli 1852 wurde Ribbeck mit einer Dissertation zum hellenistischen Philologen Zenodot zum Dr. phil. promoviert. Am 22. und 23. April 1853 bestand er die Lehramtsprüfung und erhielt die Lehrberechtigung in den Fächern Griechisch, Latein, Deutsch und philosophische Propädeutik (für alle Klassen), für Geschichte und Geografie (mittlere Klassen) sowie für Französisch und Mathematik (untere Klassen).
Nach dem Probejahr am Berliner Friedrich-Wilhelms-Gymnasium (Ostern 1853–1854) unterrichtete er dort sowie an zwei anderen Schulen (am Dorotheenstädtischen Realgymnasium und am Joachimsthalschen Gymnasium) als Hilfslehrer. Am 1. Januar 1857 wurde er am Friedrich-Wilhelms-Gymnasium fest angestellt. Da er nun ein regelmäßiges Gehalt bezog, konnte er am 18. November 1857 Anna Gropius (1834–1906) heiraten, die Tochter des Verlegers, Buch- und Kunsthändlers sowie Mitbegründer des Berliner Dioramas George Gropius (1802–1842). Ihr gemeinsamer Sohn ist der Essener Stadthistoriker Konrad Ribbeck (1861–1929). Noch zu Lebzeiten des Paars starben ein Sohn und drei Töchter.
Zum 1. April 1858 wechselte Ribbeck an das Köllnische Gymnasium, zum 1. Oktober 1864 als Oberlehrer an das Luisengymnasium (ab dem 13. April 1866 mit dem Titel Gymnasialprofessor). Am 30. Juli 1875 wurde Ribbeck mit Wirkung zum 1. Oktober zum Direktor des neu gegründeten Askanischen Gymnasiums ernannt. Ribbeck leitete diese Schule mehr als 26 Jahre lang. Während seines Direktorats stiegen Ansehen und Schülerzahl stetig.

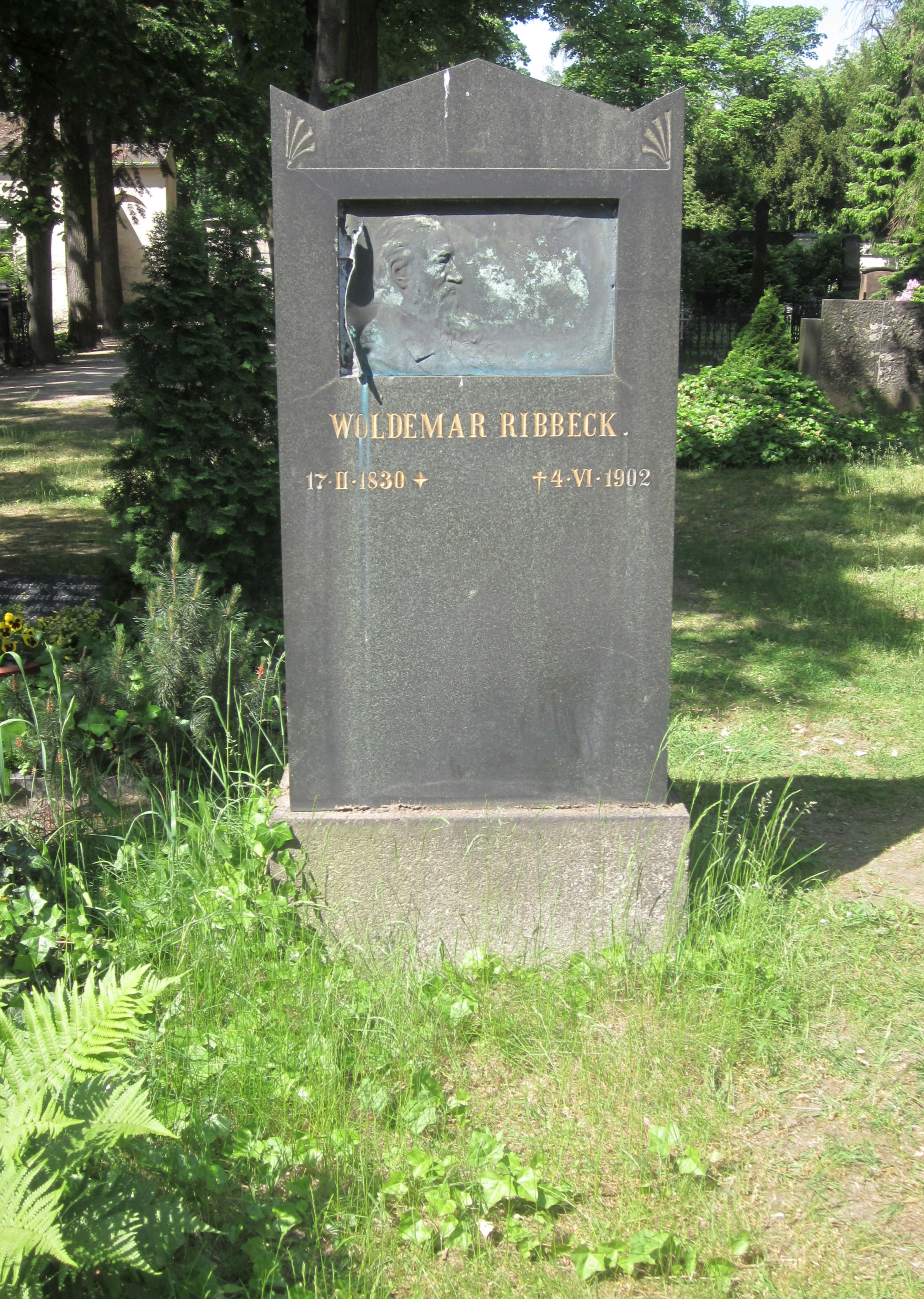
Grab von Woldemar Ribbeck in Berlin-Kreuzberg

Aus gesundheitlichen Gründen trat Woldemar Ribbeck zum 1. April 1902 in den Ruhestand und wurde zu dieser Gelegenheit mit dem Roten Adlerorden 3. Klasse ausgezeichnet. Er starb nur zwei Monate später im Alter von 72 Jahren in Berlin. Sein Grab befindet sich auf dem Dreifaltigkeitsfriedhof I in Berlin-Kreuzberg. An der gesockelten Grabstele aus schwarzem Granit ist an der Vorderseite ein Bronzerelief mit dem Porträt Ribbecks im Profil eingelassen, ein Werk von Siegfried Schellbach, das den Toten in eigenwilliger Komposition an den linken Rand rückt. Das Relief ist bei versuchtem Diebstahl beschädigt worden; zudem hat Korrosion dazu geführt, dass ein in der rechten Hälfte platzierter Genius heute nicht mehr zu erkennen ist. Auf der Rückseite der Grabstele finden sich unter dem Christusmonogramm IHS mit Strahlenkranz und Palmzweig die Inschriften für die ebenfalls hier beigesetzte Gattin Anna geb. Gropius sowie für Käthe Ribbeck (1864–1941), wohl eine gemeinsame Tochter.
Zusätzlich zu seiner Tätigkeit im Schuldienst war Ribbeck sein Leben lang wissenschaftlich tätig. Seine Forschungsschwerpunkte waren insbesondere der Sprachgebrauch der homerischen Epen, die Homerstudien der antiken Grammatiker sowie die griechische Tragödie und Komödie. Besonders seine kommentierten, zweisprachigen Textausgaben (griechisch und deutsch) der Aristophanes-Stücke Die Acharner (1864) und Die Ritter (1867) wurden von der Fachwelt geschätzt. Ribbeck vermachte seinen wissenschaftlicher Nachlass der Lehrerbibliothek seines Gymnasiums.
Außerdem veröffentlichte Ribbeck mehrere Schulbücher für den Griechischunterricht, darunter eine attische (1868) und eine homerische Formenlehre (1873; 3. Auflage 1895). Sein Elementarlesebuch (1891) und seine Elementargrammatik (1891) kamen allerdings nach seinem Tod schnell außer Gebrauch, da sie durch ihre Anlage zu umständlich waren. Die Lektionen bestanden aus gekürzten Original-Textstellen, die zwar die grammatischen Phänomene vorführten, aber ohne ihren ursprünglichen Kontext oft nicht verständlich waren.

## Schriften (Auswahl)
- Zenodotearum quaestionum specimen I. Trowitzsch, Berlin 1852 (Berlin, Universität, Dissertation, 1852; Digitalisat).
- D. Rich. Bentley’s Abhandlungen über die Briefe des Phalaris, Themistocles, Socrates, Euripides und über die Fabeln des Aesop. Teubner, Leipzig 1857, (Digitalisat).
- De usu parodiae apud comicos Atheniensium. Pars prima (continens epicorum parodias) (= Abhandlung des ordentl. Lehrers Dr. Ribbeck, womit zu der Prüfung der Zöglinge des Cölnischen Real-Gymnasiums, welche […] in dem Sitzungs-Saale der Stadtverordneten (Cöln. Rathaus, Breite Strasse) stattfindet, ergebenst einladet. 1861, ZDB-ID 1317568-3). Nauck, Berlin 1861, (Digitalisat).
- Die Acharner des Aristophanes. Griechisch und deutsch. Mit kritischen und erklärenden Anmerkungen und einem Anhang über die dramatischen Parodien bei den attischen Komikern. Teubner, Leipzig 1864, (Digitalisat).
- In Euripidis Helenam coniectanea (= Jahresbericht über das Luisenstädtisches Gymnasium in Berlin. 1, 1865, ZDB-ID 344453-3). Krüger, Berlin 1865 (Textarchiv – Internet Archive).
- Ἀριστοφάνους Ἱππῆς. Die Ritter des Aristophanes. Griechisch und deutsch. Mit kritischen und erklärenden Anmerkungen. Guttentag, Berlin 1867, (Digitalisat).
- Formenlehre des attischen Dialekt’s nebst den wichtigsten syntaktischen Regeln über attische Prosa. Guttentag, Berlin 1868; Textarchiv – Internet Archive.
- Homerische Formenlehre. Calvary, Berlin 1873; Textarchiv – Internet Archive. 2. Auflage. ebenda 1880; Textarchiv – Internet Archive. 3. verkürzte Auflage. Rockenstein, Berlin 1895; Textarchiv – Internet Archive.
- Archestrati Syracusii sive Gelensis quae feruntur apud Athenaeum reliquiae. Langenscheidt, Berlin 1877.
- Homerische Miscellen. II (= Wissenschaftliche Beilage zum Jahresbericht des Askanischen Gymnasiums zu Berlin. Ostern 1888, ZDB-ID 748997-3). Gärtner, Berlin 1888; archive.org.
- Übersetzungsproben (= Beilage zum Programm des Askanischen Gymnasiums zu Berlin. Ostern 1890, ZDB-ID 748997-3). Gärtner, Berlin 1890, (Digitalisat)
- als Herausgeber: Griechisches Elementar-Lesebuch. Leonhard Simion, Berlin 1891.
- Griechische Schulgrammatik. Formenlehre der attischen Prosa nebst Casus- und Modus-Regeln. Leonhard Simion, Berlin 1891.